# 沃倫斯堡鎮區 (密蘇里州約翰遜縣)
沃倫斯堡鎮區（英語：Warrensburg Township）是位於美國密蘇里州約翰遜縣的一個行政鎮區。

## 地方資料
沃倫斯堡鎮區的面積為168.89平方千米，當中陸地面積為168.09平方千米，而水域面積為0.80平方千米。根據2020年美國人口普查的數據，當地共有人口22544人，而人口密度為每平方千米133.48人。